# Erwein von Nostitz-Rieneck
Ervín Felix z Nostic-Rienecku (německy Erwein Nostitz-Rieneck, celým jménem Ervín Felix Maria hrabě z Nostic-Rienecku; 20. května 1863 Měšice – 3. listopadu 1931 Vídeň) byl česko-rakouský šlechtic, velkostatkář, podnikatel a politik. Byl majitelem velkostatků v západních Čechách a poblíž Prahy. Za Rakouska-Uherska byl poslancem Českého zemského sněmu a dědičným členem rakouské Panské sněmovny, za první republiky byl prezidentem Svazu německých velkostatkářů v Československu (1924–1931).

## Život

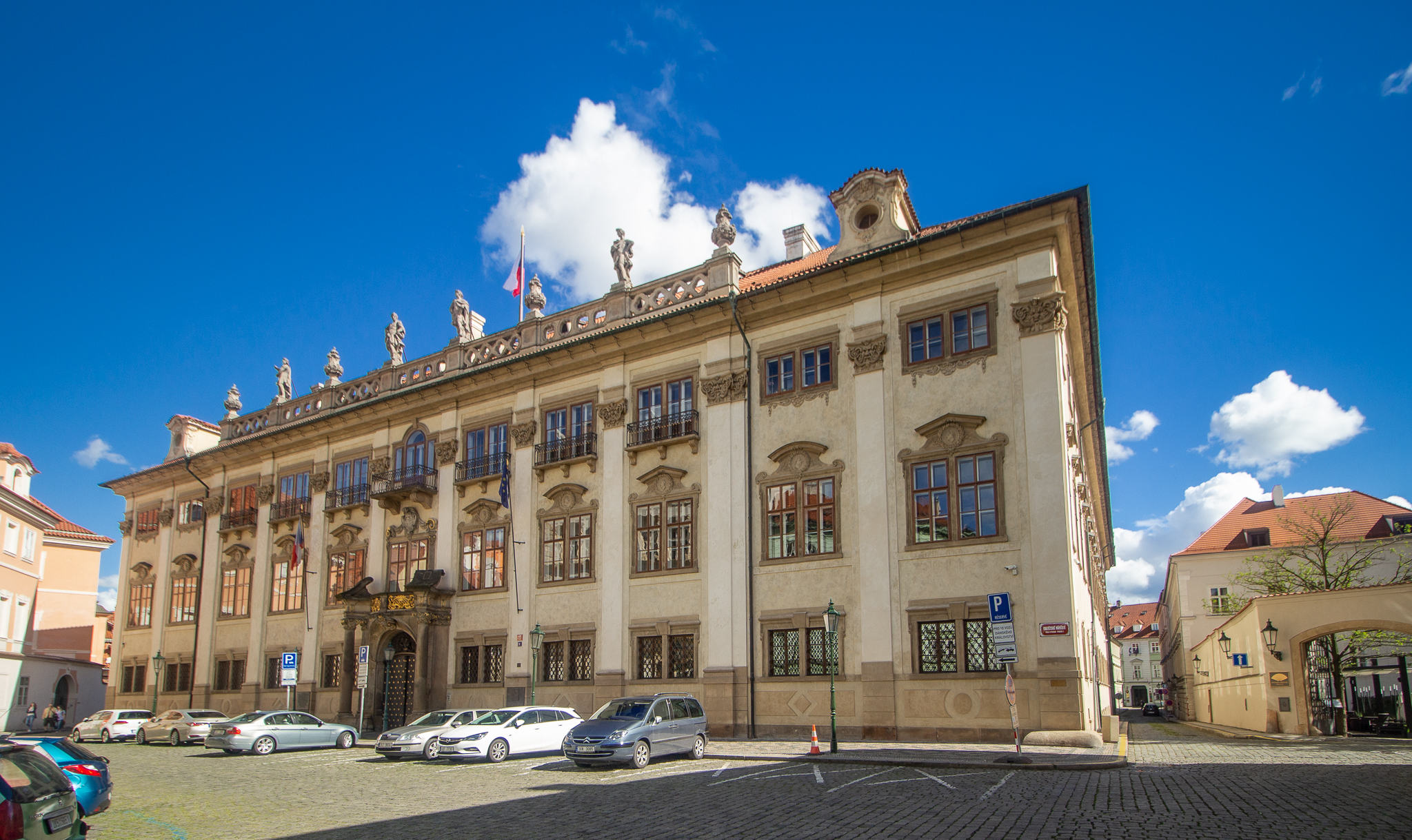
Nostický palác na Maltézském náměstí v Praze

Pocházel ze starého šlechtického rodu Nosticů, byl starším synem předčasně zemřelého Bedřicha z Nostic-Rienecku (1835–1866) a jeho manželky Terezie, rozené hraběnky Thun-Hohensteinové.
Studoval na gymnáziu v Praze, po dosažení plnoletosti převzal správu majetku, jednalo se o velkostatky v západních Čechách a poblíž Prahy (Falknov, Jindřichovice, Kraslice a Měšice). Velkostatky zahrnovaly téměř 20 000 hektarů půdy, součástí dědictví byl také Nostický palác v Praze. Ervín byl v roce 1888 jmenován c. k. komořím a jako majitel fideikomisu se v roce 1891 stal dědičným členem rakouské Panské sněmovny, kde se připojil ke Straně ústavověrného velkostatku. Kromě toho byl v letech 1901–1913 poslancem Českého zemského sněmu. V roce 1907 byl jmenován c. k. tajným radou a v letech 1912–1918 byl prezidentem Společnosti vlasteneckých přátel umění.
Za první světové války se angažoval také v organizaci Mezinárodního červeného kříže. V roce 1917 obdržel Řád železné koruny. Po zániku rakousko-uherské monarchie byl v letech 1924–1931 předsedou Svazu německých velkostatkářů v Československu. Na svých velkostatcích se věnoval podnikání, v Rotavě založil ocelárnu, která v roce 1907 zaměstnávala 1000 lidí.

## Rodina
V roce 1891 se oženil s hraběnkou Amálií Podstatskou z Lichtenštejna (1867–1956), c. k. palácovou dámou a dámou Řádu hvězdového kříže. Měli spolu čtyři děti:
- 1. Tereza (Sita) Gabriela Marie (5. července 1892 Sokolov – 9. listopadu 1963 Anthering, Salcbursko), manžel 1912 Jan Nepomuk hrabě Wilczek (17. listopadu 1884 Heřmanův Městec – 7. listopadu 1968 Vídeň)
- 2. Bedřich (1. listopadu 1893 Praha – 29. prosince 1973 Štýrský Hradec), manželka 1920 Žofie z Hohenbergu (24. července 1901 Konopiště – 27. října 1990 Thannhausen)
- 3. Ervín Leopold Maria Alexius (17. června 1898 Sokolov – 21. února 1952 Vídeň), manželka 1934 Gertruda Maria von Borkenau (6. listopadu 1907 Berlín – 13. července 1995 Vídeň)
- 4. Františka Ida (Mena) (29. března 1902 Praha – 20. května 1961 Mnichov), manžel 1921 Karl Egon kníže z Fürstenbergu (6. května 1891 Vídeň – 23. září 1973 Mnichov)